# 마르시뉴
마르시뉴 아우구스투 다 시우바 바르보자(브라질 포르투갈어: Márcio Augusto da Silva Barbosa, 1995년 5월 16일~ )는 줄여서 '마르시뉴(포르투갈어: Marcinho)이라고 불리는 브라질의 축구 선수로, 현재 일본의 가와사키 프론탈레에서 뛰고 있다. 포지션은 윙어이다.

## 수상 내역

### 클럽
포르탈레자
- 캄페오나투 브라질레이루 세리이 B: 2018

가와사키 프론탈레
- J1리그: 2021
- 슈퍼컵: 2024[1]

### 개인
- J리그 베스트 XI: 2022[2]